# 譚先節
譚先節（?—?），湖南省長沙府寧鄉縣人，清朝政治人物、同進士出身。
光緒二十年（1894年），参加光緒甲午科殿試，登進士三甲10名。同年五月，授内阁中书。